# Ficus trapezicola
Ficus trapezicola är en mullbärsväxtart som beskrevs av Armando Dugand. Ficus trapezicola ingår i släktet fikonsläktet, och familjen mullbärsväxter. Inga underarter finns listade i Catalogue of Life.